# Vestale Tuccia
La Vestale Tuccia, nota anche come La Velata è una scultura in marmo, con dimensioni più grande del naturale, realizzata nel 1743 da Antonio Corradini, esponente del Rococò e noto per le sue statue di figure femminili, spesso allegoriche, coperte da veli che ne esaltano le forme sottostanti. L'opera è conservata al Palazzo Barberini di Roma.

## Storia e descrizione
Il soggetto dell'opera è Tuccia, leggendaria vestale romana, accusata ingiustamente di aver violato il voto di castità. La donna provò la sua innocenza, raccogliendo dell'acqua del Tevere con un setaccio, trasportandola fino al Tempio di Vesta, senza neanche farne cadere una goccia. Nella rappresentazione del Corradini, Tuccia tiene il setaccio sul fianco sinistro. 

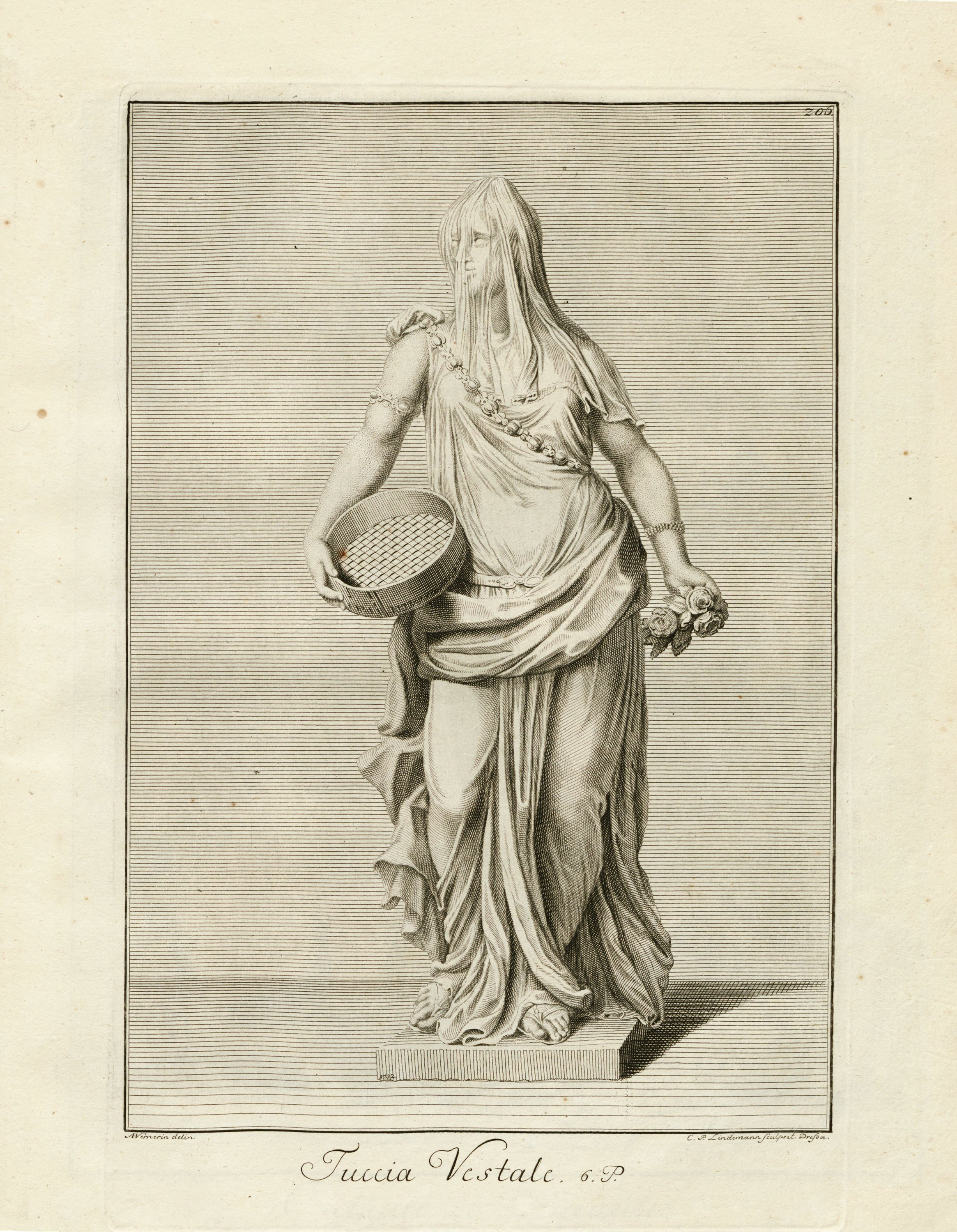
Incisione, attribuita a Corradini, della Vestale Tuccia (1732).

L'artista cominciò a lavorare sull'opera non appena arrivò, da Vienna, a Roma, dove avrebbe preso consapevolezza dell'importanza delle sacerdotesse vestali e della vicenda di Tuccia. In antichità, il principale compito delle vestali consisteva nel tenere sempre acceso il sacro fuoco alla dea Vesta, rappresentativo della vita della città; a tali sacerdotesse, inoltre, erano rigorosamente vietate le relazioni sessuali ed era ritenuto imperdonabile non rispettare il voto di castità. Qualora una vestale avesse perso la verginità, ciò avrebbe potuto rappresentare una minaccia per la Repubblica romana: per tale motivo, le vestali impure e non caste venivano seppellite vive.
Non era la prima volta che Corradini si avvicinava a questo soggetto. Nel 1724 scolpì un busto di una vestale, attualmente parte della collezione dello Skulpturensammlung di Dresda: in aggiunta, in un portfolio di incisioni delle sculture presenti nel museo, realizzato nel 1733, vi è un'immagine di una Tuccia velata, presumibilmente del Corradini.
La scultura fu esposta nello studio del Corradini, posizionato nei pressi di Palazzo Barberini. L'opera riuscì ad ottenere fama e notorietà. Tra le personalità illustri ad aver visitato lo studio proprio per la Tuccia vi furono Giacomo Edoardo Stuart, giacobita rivendicante il trono d'Inghilterra, e Papa Benedetto XIV.
La statua non è stata mai venduta. Quando Corradini si è recato a Napoli, per lavorare alla Cappella Sansevero, la Tuccia è rimasta a Palazzo Barberini, dove si trova tuttora. Il pittore e caricaturista Pier Leone Ghezzi, amico di Antonio Corradini, ipotizzò una spiegazione: "I signori romani" non l'hanno apprezzata "per invidia".

## Simbolismo e influenza

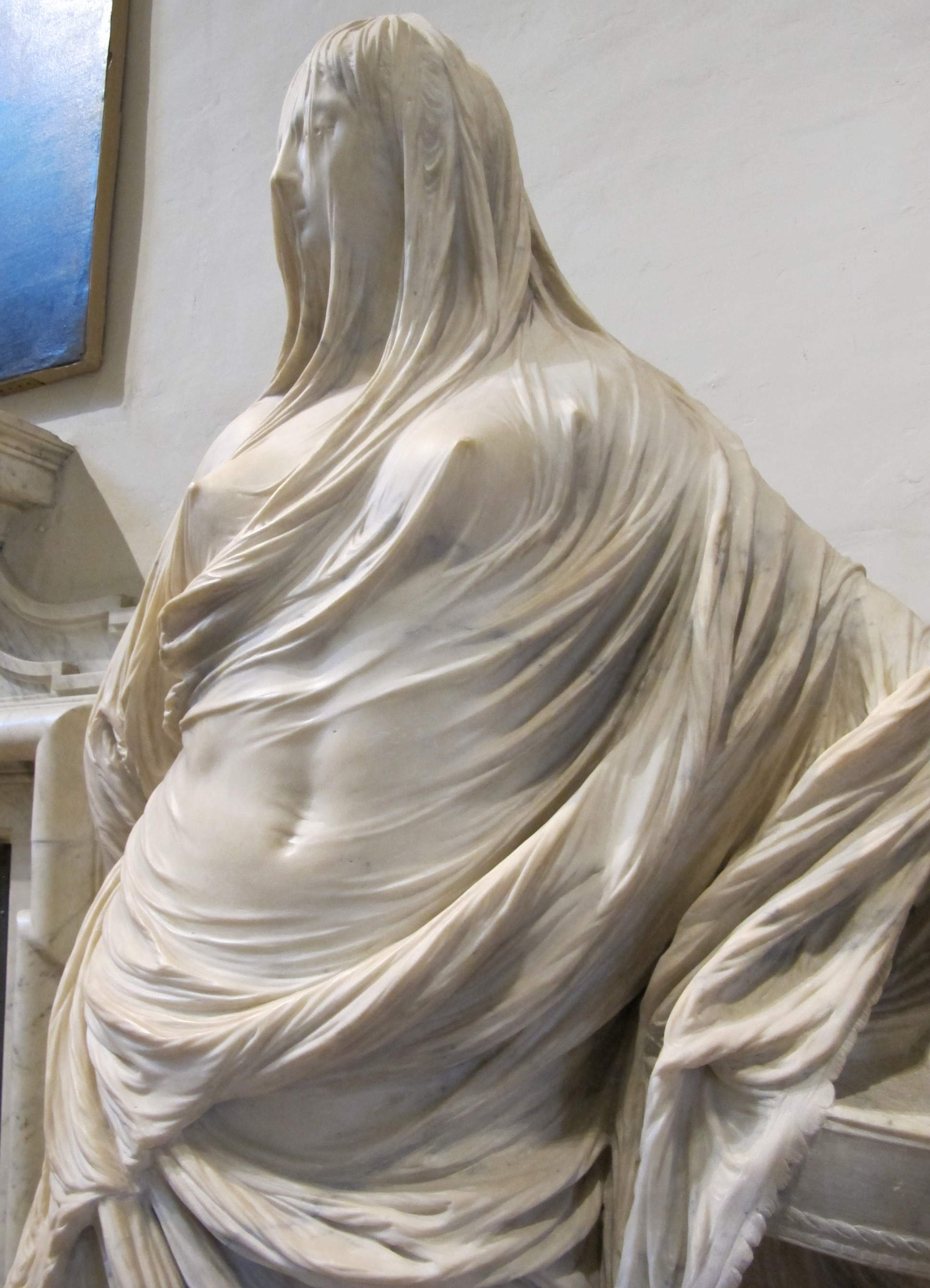
Particolare della Vestale Tuccia, dove è ben evidenziata l'illusione del tessuto diafano avvinghiato al corpo.

Tre sono gli elementi iconografici scelti da Corradini per la scultura: il velo, il setaccio e la rosa, che tiene nella mano sinistra. Se da un lato è appropriata la raffigurazione della vestale con il velo, la sua lunghezza fino alle spalle, dove era fermato con una fibula (tale velo era appunto detto suffibulum) e il capo coperto hanno poco in comune con il grande panneggio scelto dall'artista, che si avvinghia e avvolge il corpo femminile. Tradizionalmente, il velo è simbolo di modestia, pudicizia e castità (ad esempio, nella Bibbia ebraica, Rebecca si copre con un velo prima di incontrare Isacco). D'altro canto, Corradini vuole proprio evidenziare la fisicità che si nasconde sotto la trasparenza del drappeggio, soprattutto i seni e la pancia, smentendo quanto dovrebbe simboleggiare il soggetto scelto. Per via della loro associazione con Tuccia, il setaccio è sempre stato simbolo della verginità. Durante il periodo rinascimentale, Elisabetta I decise di farsi raffigurare in una serie di ritratti dove teneva il setaccio, per enfatizzare il suo status di "regina vergine". L'iconografia della rosa, invece, risulta più varia, spaziando dalla vittoria all'orgoglio e all'amore. In questa situazione, però, l'associazione più efficace pare quella con la purezza di Maria.
Quasi un decennio dopo, a Napoli, Corradini ha utilizzato nuovamente gli elementi del velo e della rosa in quella che è stata la sua ultima opera, la Pudicizia. Sebbene quest'ultima sia più complessa della Vestale Tuccia, l'artista, realizzando la Pudicizia, ha voluto comunque mantenere degli elementi in comune, soprattutto la trasparenza del velo nella parte anteriore del corpo.
Sul finire del XVIII secolo, Innocenzo Spinazzi ha utilizzato la Tuccia come modello per la sua scultura dell'allegoria della Fede, commissionata per la chiesa di Santa Maria Maddalena dei Pazzi a Firenze. Caratterizzano la statua una posizione simile a quella tradizionalmente chiastica, il busto contorto e un lungo velo che avvolge l'intera figura.
Intorno alla metà del XIX secolo, vi fu una ripresa del motivo della donna velata, sull'esempio del Corradini: ciò fu probabilmente dovuto all'immagine della donna velata come allegoria dell'Italia unita e del Risorgimento. Artisti come Giovanni Strazza, Raffaele Monti, Pietro Rossi e Giovanni Maria Benzoni hanno contribuito ad esaltare il genere. La Vestale velata di Monti rappresenta, una versione più sobria della Vestale Tuccia.

### Opere ispirate alla Tuccia

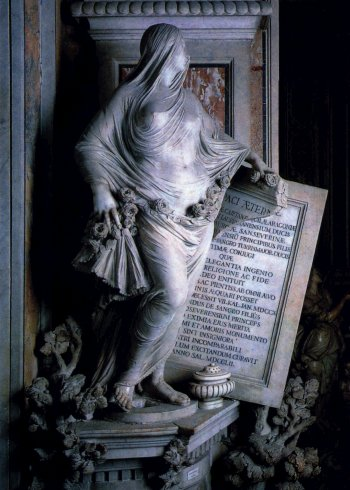
Pudicizia, Antonio Corradini, Cappella Sansevero.
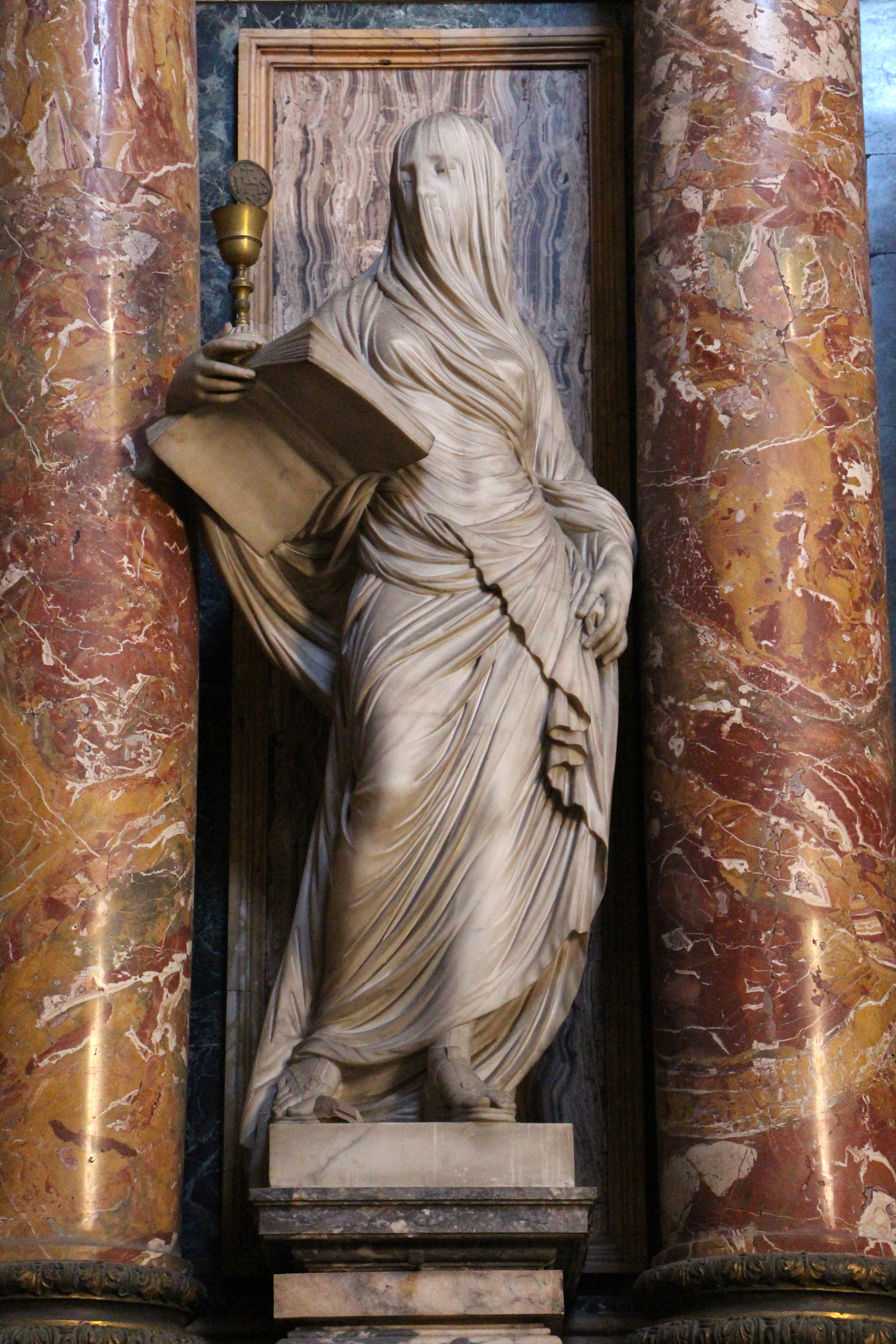
Fede, Antonio Spinazzi, Chiesa di Santa Maria Maddalena dei Pazzi.
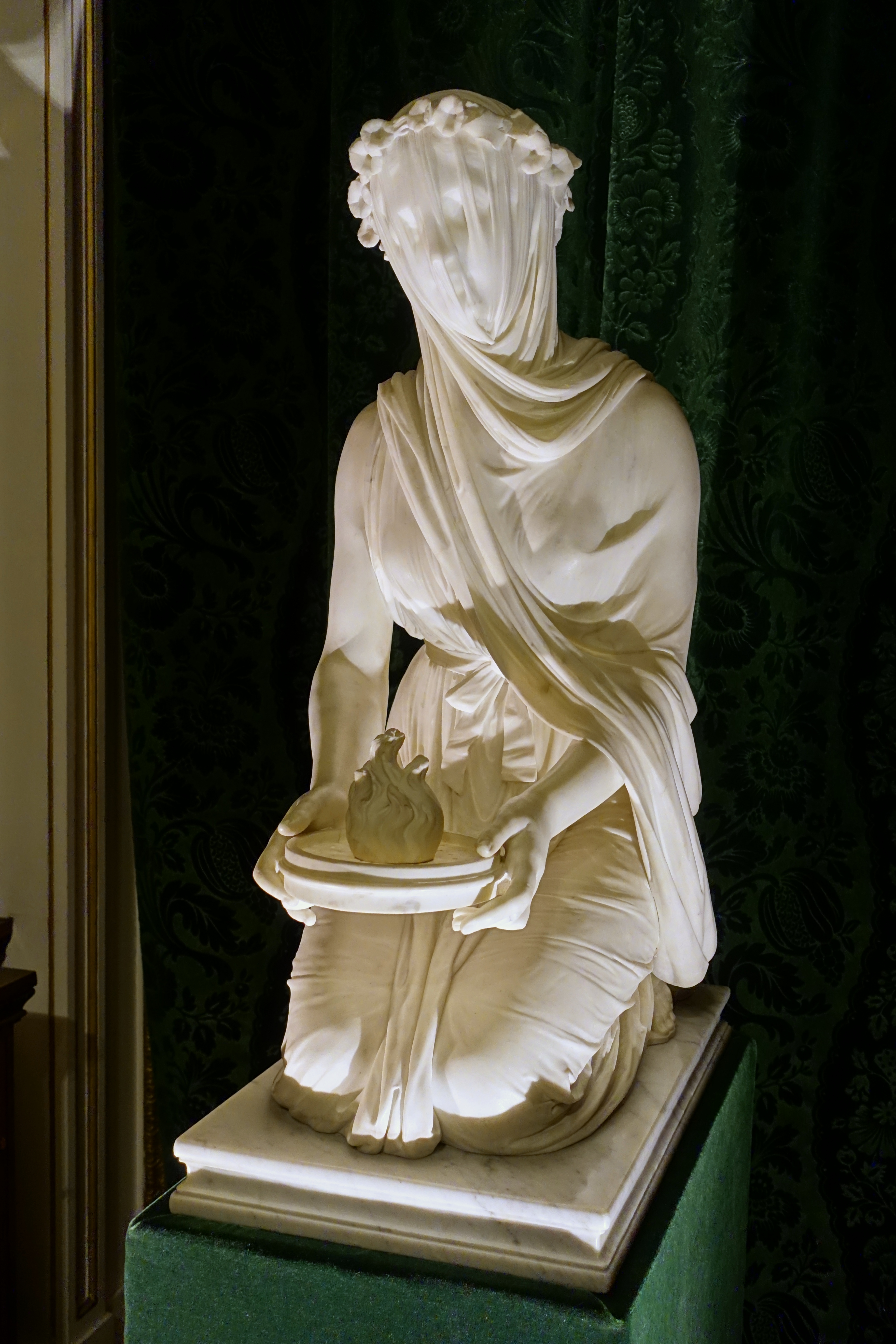
Vestale velata, Raffaele Monti, Chatsworth House